# Cố Luân Đoan Mẫn Công chúa
Cố Luân Đoan Mẫn Công chúa (chữ Hán: 固倫端敏公主; 1653 - 1729), Ái Tân Giác La, Công chúa nhà Thanh, con gái nuôi của Thuận Trị Đế.

## Cuộc đời
Cố Luân Đoan Mẫn Công chúa sinh vào giờ Mão, ngày 13 tháng 6 (âm lịch), năm Thuận Trị thứ 10 (1653), trong gia tộc Ái Tân Giác La. Bà là con gái thứ hai của Giản Thuần Thân vương Tế Độ. Mẹ bà là Đích Phúc tấn Bác Nhĩ Tế Các Đặc thị, con gái của Bối lặc Xước Nhĩ Tế, em gái của Hiếu Huệ Chương Hoàng hậu và Thục Huệ phi. Vì vậy bà là cháu họ của Thuận Trị Đế và cháu ruột của Hiếu Huệ Chương Hoàng hậu.
Bà được nuôi dưỡng trong cung từ khi còn nhỏ và trở thành con gái nuôi của Thuận Trị Đế.
Không lâu trước khi kết hôn, bà được phong làm Hòa Thạc Đoan Mẫn Công chúa (和硕端敏公主).
Năm Khang Hi thứ 9 (1670), tháng 9, bà được chỉ hôn với Ban Đệ thuộc Bác Nhĩ Tế Cát Đặc thị của Khoa Nhĩ Thấm, cháu nội của Đạt Nhĩ Hãn Thân vương Mãn Châu Tập Lễ. Một tháng sau chính thức thành hôn. Ghi chép trong Cung đình đương án vào tháng 10 năm Khang Hi thứ 38 (1699) từng xưng bà là Hòa Thạc Mẫn Công chúa (和硕敏公主).
Năm Ung Chính nguyên niên (1723), bà được tấn phong Cố Luân Đoan Mẫn Công chúa.
Năm thứ 7 (1729), ngày 18 tháng 5, bà qua đời, thọ 77 tuổi. Bà là một trong hai Công chúa sống thọ nhất nhà Thanh cùng với Hòa Thạc Thục Thận Công chúa, bên cạnh Hoàng nữ thứ bảy của Nỗ Nhĩ Cáp Xích thọ 82 tuổi.

## Hậu duệ
- Con trai: La Bặc Tàng Cổn Bố (罗卜藏衮布; ? - 1752), tập tước Đạt Nhĩ Hãn Thân vương, là Minh trưởng của Triết Lý Mộc minh (哲里木盟). Vì nhiều lần có công với triều đình mà được Càn Long Đế ban Hoàng đái. Cưới Quận chúa, con gái thứ năm của Dụ Hiến Thân vương Phúc Toàn.
  - Cháu nội: Sắc Bố Đằng Ba Lạc Châu Nhĩ (色布騰巴爾珠爾; ? - 1775), tập tước Đạt Nhĩ Hãn Thân vương, Phó Minh trưởng của Triết Lý Mộc minh. Cưới Cố Luân Hòa Kính Công chúa.